# Посідкино
Посі́дкино (рос. Поседкино) — присілок у складі Митищинського міського округу Московської області, Росія.

## Населення
Населення — 11 осіб (2010; 3 у 2002).
Національний склад (станом на 2002 рік):
- росіяни — 100 %